# Sport Clube da Régua
O Sport Clube da Régua é um clube português, localizado na cidade de Peso da Régua, distrito de Vila Real. Disputa o Campeonato Distrital da Associação de Futebol de Vila Real.
O clube disputa os seus jogos em casa no Estádio Municipal Artur Vasques com capacidade para 900 lugares sentados e o seu atual presidente chama-se Francisco José Moreira Pinto.

## História
Em Janeiro de 1944 um grupo de rapazes fundou nas oficinas do Corpo da Companhia Nacional dos Caminhos-de-ferro um grupo desportivo intitulado Clube União Ferroviário. O clube, cuja existência se acentuava dia a dia, vivia única e exclusivamente à custa desses humildes trabalhadores. Em Setembro do mesmo ano resolveu a sua direção mudar o nome com que foi fundado e dar-lhe um novo – Sport Clube da Régua.
Os pais são humildes, mas inegavelmente bairristas, de sangue juvenil e cheios de entusiasmo e dinamismo, que, em esforços ingentes para que o Sport Clube fosse de facto o clube da Régua, jamais podem ser superados ou esquecidos.

## Palmarés
- Divisão de Honra: 2023/04 e 2002/03[4]
- Taça: 2023/04 e 2020/21
- Supertaça Sequeira Teles: 2024/25 e 2023/24

Quatro presenças na 2.ª Divisão Nacional. Sendo a sua melhor classificação um 3.º Lugar